# المركز (سيدي يحيى زعير)
المركز هي إحدى مشيخات المملكة المغربية، تتبع جغرافيا لعمالة الصخيرات تمارة وإداريًا لسيدي يحيى زعير. يقدر عدد سكانها بـ 29421 نسمة حسب الإحصاء الرسمي للسكان والسكنى لسنة 2004.